# Azerbejdżan na Letnich Igrzyskach Paraolimpijskich 2008
Azerbejdżan na Letnich Igrzyskach paraolimpijskich w Pekinie reprezentowało 18 zawodników.

## Medale

### Złoto
- Ilham Zakiyev - judo, kategoria powyżej 100 kg
- Olokhan Musayev - lekkoatletyka, pchnięcie kulą - F55/56

### Srebro
- Tofig Mammadov - judo, kategoria poniżej 90 kg
- Karim Sardarov - judo, kategoria poniżej 100 kg
- Zeynidin Bilalov - lekkoatletyka, trójskok - F11

### Brąz
- Ramin Ibrahimov - judo, kategoria poniżej 60 kg
- Vladimir Zayets - lekkoatletyka, trójskok - F12
- Oleg Panyutin - lekkoatletyka, skok w dal - F12
- Rza Osmanov - lekkoatletyka, 400 metrów - F12
- Vugar Mehdiyev - lekkoatletyka, 200 metrów - F13